# Грос Линдов
Грос Линдов (њем. Groß Lindow) општина је у њемачкој савезној држави Бранденбург. Једно је од 38 општинских средишта округа Одер-Шпре. Према процјени из 2010. у општини је живјело 1.836 становника. Посједује регионалну шифру (AGS) 12067180.

## Географски и демографски подаци
Грос Линдов се налази у савезној држави Бранденбург у округу Одер-Шпре. Општина се налази на надморској висини од 32 метра. Површина општине износи 15,3 km². У самом мјесту је, према процјени из 2010. године, живјело 1.836 становника. Просјечна густина становништва износи 120 становника/km².